# Raßdorf
Raßdorf ist der kleinste Ortsteil der Gemeinde Wildeck im Landkreis Hersfeld-Rotenburg im Nordosten von Hessen.

## Geographische Lage
Raßdorf liegt am Südrand des Richelsdorfer Gebirges. Auf der hessisch-thüringischen Landesgrenze befindet sich der Heiligenberg. Raßdorf wird von der Suhl durchflossen, einem westlichen Zufluss der Weihe.

## Geschichte
Raßdorf wurde das erste Mal 1538 urkundlich erwähnt. Es gehörte damals zum thüringischen Amt Gerstungen (Herzogtum Sachsen-Eisenach). Die Orte Bosserode, Raßdorf und Süß wurden im Jahr 1733 per Vertrag dem Baumbachschen Gericht Nentershausen im hessischen Amt Sontra angegliedert, nachdem der Landgraf Friedrich von Hessen seine Ansprüche auf das gemeinsam mit Sachsen-Eisenach verwaltete Amt Hausbreitenbach fallen ließ und dafür u. a. die drei Orte aus dem Amt Gerstungen erhielt.
Im Zuge der Gebietsreform in Hessen entstand am 31. Dezember 1971 die neue Gemeinde Wildeck durch den Zusammenschluss der bisher selbständigen Gemeinden Bosserode, Hönebach, Obersuhl, Raßdorf und Richelsdorf. Für alle ehemals eigenständigen Gemeinden wurde je ein Ortsbezirk mit Ortsbeirat und Ortsvorsteher nach der Hessischen Gemeindeordnung gebildet. Sie bestehen aus den Gebieten der ehemaligen Gemeinden.

## Politik
Der Ortsbeirat besteht aus fünf Mitgliedern. Nach den Kommunalwahlen in Hessen 2021 gehören ihm drei Mitgliedern der SPD und zwei Mitglieder der  CDU an. Ortsvorsteher ist Dietmar Torreiter (SPD).

## Kultur und Sehenswürdigkeiten
Für die unter Denkmalschutz stehenden Kulturdenkmale des Ortes siehe die Liste der Kulturdenkmäler in Raßdorf.
- Ruine des Jagdschloss Blumenstein, Nachfolger der einst an selber Stelle erbauten mittelalterlichen Burg Wildeck
- Reste der Parkanlage von Sommerschloss Blumenstein mit Inselsteich und Obelisk
- Evangelische Dorfkirche – sie wurde von 1999 bis 2000 errichtet.[7]

## Verkehr
Südlich von Raßdorf fährt die Thüringer Bahn vorbei, nördlich verläuft die Landesstraße 3251 und jenseits davon die Bundesautobahn 4 – jeweils zwischen den Autobahnanschlussstellen Wildeck-Hönebach und Wildeck-Obersuhl.